# Скирманово
Скирма́ново — деревня сельского поселения Волковское Рузского района Московской области. Население — 9 чел. (2010). Староста — Вера Львовна Занегина.
Деревня получила известность в конце 1941 года, когда в этом районе шли бои во время Великой Отечественной войны.

## География
Расположена на западе Московской области, в северной части Рузского района, примерно в 28 км к северо-востоку от центра города Рузы, на реке Рассохе. В деревне две улицы — Васильковая и Центральная. Ближайшие населённые пункты — деревни Козлово, Мамошино и Новорождествено.

## История
Первое упоминание волости Скирминовское встречается в завещании Ивана Калиты (примерно 1339 год). Предположительно центром Скирминовской (Скирмановской) волости — было село Скирманово.

Успения Пресв. Богородицы место церковное, в 1625 г. Рузскаго уезда Скирмановскаго стана, в пустоши, что было село Скирманово — вотчина Иосифова монастыря…— Исторические материалы для составления церковных летописей Московской епархии
Затем село было вновь заселено и названо деревней. В 1678 году в ней было 10 крестьянских дворов, в 1705 году — 20 дворов с проживающими 70 крестьянами, в 1710 году — 17 дворов.
В «Списке населённых мест» 1862 года — казённая деревня 2-го стана Рузского уезда Московской губернии по левую сторону реки Озерны, в 26 верстах от уездного города и 7 верстах от становой квартиры, с 25 дворами и 424 жителями (180 мужчин, 244 женщины).
По данным на 1890 год Скирманово — деревня Мамошинской волости Рузского уезда, при ней фабрика бумажных изделий крестьянина Егора Буклова, на которой трудилось 20 рабочих. В 1899 году в деревне 314 жителей.
В 1913 году — 55 дворов.
По материалам Всесоюзной переписи населения 1926 года — деревня Козловского сельсовета Мамошинской волости Воскресенского уезда Московской губернии в 8,5 км от Волоколамского шоссе и 11,7 км от станции Лесодолгоруково Белорусско-Балтийской железной дороги; проживало 290 жителей (128 мужчин, 162 женщины), насчитывалось 58 хозяйств, из которых 55 крестьянских, имелась школа 1-й ступени.

### В годы Великой Отечественной войны
В конце октября 1941 года Западный фронт подошёл к Рузскому району Московской области. На волоколамское направление были переброшены 4-я танковая бригада (полковник М. Е. Катуков), 316-я стрелковая дивизия (генерал-майор И. В. Панфилов) и кавалерийская группа (генерал-майор Л. М. Доватор).
Деревню Скирманово, расположенную в 8-ми километрах от Волоколамского шоссе, заняла немецкая 10-я танковая дивизия. Оборудовав артиллерийские позиции на высотах, господствовавших над окружающей местностью, немцы вели обстрел советских коммуникаций. По советским разведданным, «немцы врыли в землю танки, каждый дом и сарай превратили в дзот. Только в районе высоты 260,4 врыто в землю до 5 танков. На юго-восточной окраине Скирманово установлено 12 противотанковых пушек и миномётные батареи. Подступы к Скирманово прикрывают танковые подразделения, размещенные в соседних деревнях.» Советское командование видело прямую угрозу выхода противника на Волоколамское шоссе, в результате чего пути сообщения советских войск с тылом оказались бы отрезанными.
После ряда безуспешных попыток 18-й стрелковой дивизии овладеть опасным выступом у деревни Скирманово, занятой немецкой 10-й танковой дивизией, командующий 16-й армией К. К. Рокоссовский создал более мощную ударную группировку из частей 18-й стрелковой и 50-й кавалерийской дивизий, а также 4-й танковой бригады (за день до начала операции переименованной в 1-ю гвардейскую танковую бригаду) при поддержке пушечных и противотанковых артиллерийских полков и трёх дивизионов «катюш».

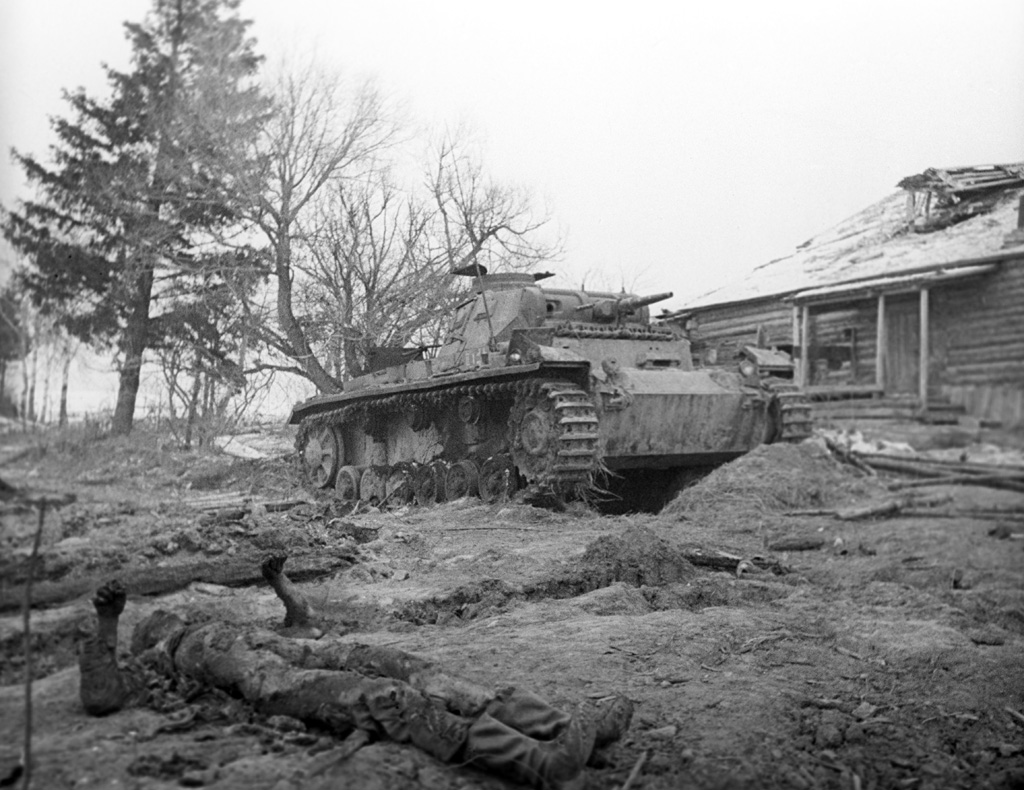
Подбитый немецкий танк у деревни Скирманово, ноябрь 1941 года

12 ноября после сильной артподготовки началось наступление. 1-я гвардейская танковая бригада атаковала противника фронтальным ударом силами 15-ти Т-34 и двух КВ-1. Три танка Т-34 (взвод Д. Ф. Лавриненко) шли первыми и вызывали огонь противника на себя, чтобы выявить расположение огневых точек. Следующие за взводом Лавриненко два танка КВ (Заскалько и Полянский) поддерживали огнём взвод Лавриненко. По воспоминаниям сержанта Н. П. Капотова, из взвода Лавриненко:

Вышли мы на второй скорости, затем переключились на третью. Как только выскочили на высотку — открылся вид на село. Я послал несколько снарядов, чтобы определить огневые точки противника. Но тут поднялся такой грохот, что нас оглушило. В моей башне жутко было сидеть. Видно, фашисты открыли огонь сразу из всех пушек и зарытых в землю танков…

По свидетельству майора госбезопасности в отставке А. Т. Рыбина, именно в этот день в расположение 16-й армии приезжал И. В. Сталин, чтобы посмотреть в действии «Катюшу». По воспоминаниям командующего артиллерией 16-й армии генерала В. И. Казакова: «Дивизион, которым командовал Карсанов, благодаря личным качествам и высокой боевой выучке, наносил сокрушительные удары по врагу. От огневого воздействия дивизиона пехота противника буквально обезумела, оставшиеся в живых бежали куда глаза глядят… Под Скирмановым, во время обстрела немецкие солдаты бежали в сторону расположения наших войск…»
После упорных боёв 13—14 ноября Скирмановский плацдарм был взят. По оценке немецкого командования, «после жестокого сражения предмостное укрепление было сдано, для того чтобы избежать дальнейших потерь. 10-я танковая дивизия уничтожила 15 танков противника, в том числе два 52-тонных, и 4 сильно повредила». По советским данным, к 16 ноября в 1-й гвардейской танковой бригаде осталось 19 танков KB и Т-34 и 20 лёгких танков. По оценке М. Е. Катукова: «Впервые за короткую историю своего существования бригада понесла существенные потери».
После успешного захвата плацдарма советское командование решило развить успех и выйти в тыл волоколамской группировке немецких войск с тем, чтобы сорвать ожидавшееся со дня на день наступление. В ночь на 16 ноября 16-я армия произвела перегруппировку войск и с 10:00 перешла в наступление. Однако в это же утро противник начал наступление на стыке 316-й стрелковой дивизии и кавалерийской группы Л. М. Доватора. Фронт сдвинулся восточнее, к Москве.
После завершения Московской оборонительной операции немецкие войска были отброшены на запад, деревня Скирманово была освобождена 15 декабря 1941 года.

### Послевоенное время
Деревня Скирманово была сильно разрушена во время боевых действий, поэтому впоследствии была отстроена практически заново. В начале 1960-х годов деревню электрифицировали. В 1970-х годах в деревню провели грунтовую дорогу (дублёр кольцевой «бетонки» от деревни Андрейково через Рождествено и Покровское до деревни Лысково), и был запущен рейсовый автобус, ходивший 3-4 раза в день от платформы Новопетровская до Рузы. В середине 1980-х годов грунтовая дорога стала асфальтовой. В 1990-х годах прилегающие к деревне земли были выделены под дачное строительство, за счёт чего площадь селения многократно увеличилась. В деревне осталось только несколько старых изб, остальные постройки — современные сельские дома и коттеджи.

### Административная принадлежность
С 1929 года — населённый пункт в составе Ново-Петровского района Московского округа Московской области. Постановлением ЦИК и СНК от 23 июля 1930 года округа как административно-территориальные единицы были ликвидированы.
1929—1954 гг. — центр Скирмановского сельсовета Ново-Петровского района.
1954—1959 гг. — деревня Рождественского сельсовета Ново-Петровского района.
1959—1963, 1965—1967 гг. — деревня Рождественского сельсовета Рузского района.
1963—1965 гг. — деревня Рождественского сельсовета Можайского укрупнённого сельского района.
1967—1994 гг. — деревня Никольского сельсовета Рузского района.
1994—2006 гг. — деревня Никольского сельского округа Рузского района.
2006—2017 гг. — деревня сельского поселения Волковское Рузского муниципального района Московской области.
2017 — н. в. — деревня Рузского городского округа Московской области.

## Население
| 1705 | 1859 | 1899 | 1926 | 2002 | 2006 | 2010 |
| ---- | ---- | ---- | ---- | ---- | ---- | ---- |
| 70   | ↗424 | ↘314 | ↘290 | ↘6   | ↘5   | ↗9   |

## Транспорт
В деревне Скирманово находится остановка рейсового автобуса № 37 Руза — Рождествено — Новопетровское.

## Достопримечательности

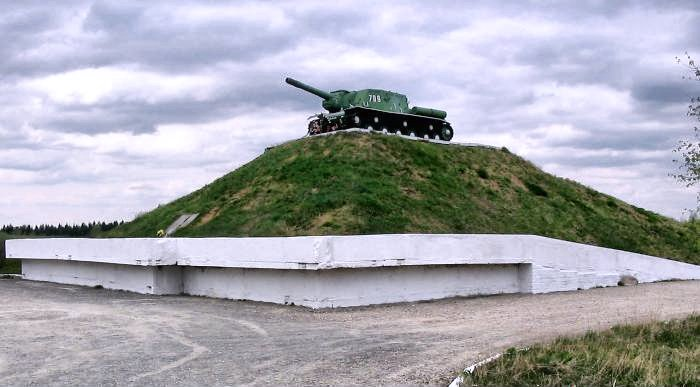
Памятник ИСУ-152 в Скирманово.

12 ноября 2006 года, в 65-ю годовщину сражения на Скирмановских высотах, открыт мемориал «Курган памяти». С 1980-х годов здесь установлена самоходная артиллерийская установка ИСУ-152. Мемориал расположен на шоссе Новопетровское — Руза.
На территории Скирмановского кладбища имеется воинское захоронение. В состав мемориала входит скульптурная композиция и мраморные плиты с фамилиями захороненных бойцов Красной Армии. Захоронены 293 человека, имена 96 из них известны.

### Сноски
1. ↑  „52-тонным танком“ в немецких источниках обозначался КВ-2.